# 孙志安
孙志安（1956年—），江苏苏州人，中國羽毛球運動員。曾任江苏羽毛球队总教练，培养出葛菲、顾俊、张军、刘永、蔡赟、陈金、卢兰等多名世界冠军。

## 生涯
1971年入选江苏省羽毛球队，1976年入选国家集训队，1982年后转任羽毛球教练。
曾与姚喜明搭档获得1979年由世界羽毛球联合会举办的第二届世界羽毛球锦标赛与1981年世界运动会羽毛球男子双打冠军。

## 家庭
其子孙君杰同样为羽毛球运动员，曾于2008年入选中国国家队。